# Tomàs Mocenigo
Tomàs Mocenigo   (Venècia, 1343 (Gregorià) - Venècia, 4 d'abril de 1423 (Gregorià)) És el 64 ª Dux de Venècia va ser triat en 1413.
Tomàs Mocenigo és el fill de Pietro, és elegit a una edat avançada i és pragmàtic, decidit i políticament valent. Sota el seu ducat, Venècia va assolir el seu punt àlgid i va començar la llarga expansió a terra ferma culminant sota el ducat del seu successor Francesco Foscari. Curiosament Mocenigo, tot i que restringit pels esdeveniments per donar suport a aquest expansionisme, sempre es va desconfiar d'aquesta política que li semblava perjudicial per a Venècia perquè la va allunyar dels seus orígens marítims.
Home d'acció i dotat d'una gran eloqüència, Mocenigo es distingeix ràpidament en diferents activitats. Va comandar la flota veneciana durant la Batalla de Nicòpolis el 1396, i també algunes batalles contra els genovesos. Suposadament va participar (hi ha dubtes) a la Guerra de Chioggia (1378 - 1381) com a comandant de galera. Va ser duc de Candia el 1403 i el 1405. És un servent fidel de l'estat i es va convertir en procurador de Sant Marc el 7 de gener de 1414, amb el mínim de vots necessaris, 25 sobre 41, és elegit dux.

## El ducat
La elecció de Mocenigo és el resultat d'un acord entre molts candidats a la candidatura i es manté en secret perquè en aquell moment Mocenigo es troba a Cremona en un territori estranger administrat per Gabrino Fondolo, tirà d'aquesta ciutat. Les pors a la seva vida imposen aquest silenci i la seva ràpida repatriació. El seu ducat comença amb grans festes que veuen la desaparició d'una antiga tradició veneciana que data dels primers segles de la institució ducal: un herald de la basílica de Sant Marc anuncia a la gent el nom de l'elegit demanant el seu acord. El 1423 aquest ús queda abrogat, va ser l'últim record de la democràcia i desapareix a favor del poder absolut de l'oligarquia .
Ràpidament s'inicien les dificultats de la política exterior: el nou patriarca d'Aquileia, Ludovico di Teck, tradicionalment anti-venecià, desitja una aliança amb el rei hongarès Sigismond per atacar la república i el 1418 aconsegueix obtenir el seu suport. Venècia, atacada des de dues direccions, va passar a l'ofensiva i durant els anys 1419 - 1420 va obtenir un gran èxit conquistant Udine, Cividale, Feltre, Belluno i Friuli en general. Fins i tot Cadoreva espontàniament. L'avançament irresistible només es deté pel tractat de pau amb Hongria i pel final de l'estat del patriarcat d'Aquileia que s'annexiona a Venècia. Molts nobles desitgen noves conquestes, però Mocenigo prefereix aturar l'expansió de la seva ciutat, recordant constantment en la seva voluntat, no aventurar-se en llargues i cares guerres, aquestes conquestes traslladant el baricentre de la ciutat del mar a la Terra ferma.
Aquesta guerra es va acabar, el final del ducat va continuar en pau i el dux, després d'una llarga malaltia, va morir 4 d'abril de 1423, amb gairebé 80 anys. La seva tomba es troba a la basílica de San Zanipolo (Basílica de Sant Joan i Sant Pau). Va ser tallada per Pietro Lamberti i Giovanni di Martino.

## El testament
La voluntat de Doge Mocenigo, escrita a 10 de març de 1423, es considera un dels documents més importants de l'època perquè exalta la força i el poder de Venècia establint la llista de mitjans i riqueses de la ciutat i ens dona una bona descripció de la vida quotidiana. El comerç representa un valor anual de 10 milions de ducats per a l'exportació i tant per a les importacions. La ciutat, molt a l'interior, no importa en primer lloc productes alimentaris (cereals, carn, oli i vi) sotmesos a un monopoli extremament rigorós de l'Estat. L'Estat es comporta com una gegantina companyia naviliera: cada any, transporta, sota l'autoritat del Senat, de quinze a vint vaixells de 300 a 500 tones, navegant sempre agrupats per dos o quatre, cap a l'Est, Egipte, nord d'Àfrica i cada cop més cap als ports anglesos i flamencs (Bruges). Poc a poc la marina es perfecciona i veiem aparèixer la imponent galera (galera di mercato) i el casc de l'ala quadrada, l'ús de la brúixola. Els productes rars enriqueixen la ciutat: espècies (pebre), seda i cotó d'Orient o Egipte, sucre, metalls de Saxònia i Turingia. Al costat dels grans vaixells circulen més de 3.000 naus menors i 45 galeres, així com una flotilla de barcasses i embarcacions que transporten la càrrega de grans embarcacions al port: el principi del "dominant" implica que totes les mercaderies han de passar per la port de Venècia, però no tots els vaixells hi poden entrar.
El mar suporta almenys 36.000 mariners, els de les empreses estatals i privades, que operen sota el sistema del contracte de col·legança o associació: un soci aporta dos terços del capital, l'altre el terç restant i en la seva activitat, els beneficis es distribueixen per igual. La construcció naval compta potser amb 16.000 treballadors (inclosos 3.000 fusters i 3.000 calafats), dividits en setze gremis o artistes. Es pot construir una galera en un dia. L'arsenal, clau per al poder venecià segons Dante, és de molt la concentració més laboriosa de tota l'Europa preindustrial.
Al segle XIV° segle i XV°, tèxtil ocupa 16,000 treballadors (de seda de Egipte o de la Xina, cotó Síria i llana). El cuir, la fusta, l'orfebreria, la metal·lúrgia, l'ivori, el vidre (Murano), són activitats importants.
Curiosament en aquest tema, Mocenigo recomana diverses vegades no elegir el seu successor Francesco Foscari que, segons ell, anava a dirigir la ciutat a la guerra terrestre sense necessitat real de Venècia. El 15 d'abril de 1423, a penes onze dies després de la mort de Mocenigo, Francesco Foscari va ser elegit.